# エド・マーイカ
エド・マーイカ（ボスニア語:Edo Maajka）はボスニア・ヘルツェゴビナのラッパー。1978年12月22日生まれ、ユーゴスラヴィア社会主義連邦共和国、ボスニア・ヘルツェゴビナ社会主義共和国ブルチコ（現ボスニア・ヘルツェゴビナ共和国ブルチコ行政区）出身。本名エディン・オスミッチ（Edin Osmić）。芸名の「エド・マーイカ」とは、「母エド」（Edo the Mother）の意味。

## 出自
エド・マーイカことエディン・オスミッチはブルチコで生まれ、同地で小学校を卒業した。1992年、ボスニア・ヘルツェゴビナ紛争が勃発すると、エディンは祖国ボスニア・ヘルツェゴビナを脱出し、隣国クロアチアへ避難した。彼はザグレブに住み、同地の中等学校で機械工学を学ぶ。紛争が終結した後、エディンは再びボスニア・ヘルツェゴビナに戻り、トゥズラで刑法を学び始めるが、学校を卒業することはなかった。
エディン・オスミッチはヒップホップへの興味を深め、15歳のときにMCバトルを始めるようになる。彼はまた幾らかのデモ・テープを自主制作した。このときのビートは自らの口で作り上げたものである。エディンはトゥズラへ行き、Diskordと呼ばれるハードコア・ラップのグループの一員として加わった。グループは後にOdbrana（防衛）と改名されている。グループはやがてトゥズラ、そしてボスニア・ヘルツェゴビナ全域で最も人気のあるグループのひとつへと成長していった。彼らのデモ・シングル「Odbrana '99」（防衛 '99）はブルチコのラジオ局Radio Hitによって「今年のヒット曲」に選出された。
エドはヒップホップ、ラップをこよなく愛し、彼はラジオ局Kameleonに出演し、初めて自らのフリースタイルをラジオで披露した。彼はその後長らくKameleonラジオ局のFM Jamショーにおいて重要な比重を占め続けている。FM Jamは若い才能あるアーティストを集め、ボスニアのラップ・グループDisciplinska Komisija（懲罰委員会）を結成させた。エドはそのメンバーとして加わることになる。
エドはその後1年間の学業生活を続けたが、金銭上の問題により学業を中止した。彼は再びザグレブに赴き、クロアチアのラップ・グループエレメンタル（Elemental）のメンバーでエドの友人であるショットに会った。そこで彼らはエドの初のシングル曲「Minimalni rizik」（最小リスク）、および「Mahir i Alma」をレコーディングした。これらの曲はザグレブのラジオ局Radio 101の番組Blackoutにおいてトップ・ヒットとなり、反応は熱狂的なものであった。「Mahir i Alma」はラジオ局Kameleonの2001年のヒット曲に選ばれた。

## "エド・マーイカ"
エドは「マーイカ」という名を名乗るようになった。エドの初のアルバム『Slušaj Mater』（母の言葉を聞け）は2002年の春に発売された。アルバムに収録された同名の曲はボスニア・ヘルツェゴビナをはじめ旧ユーゴスラビア各国でヒット曲となった。そして2003年にはエドは旧ユーゴスラビア諸国で最もヒットしたラッパーとなった。彼はZlatna Koogla、Davorin、Porin、Crni Mačakをはじめとする多くの賞を受賞した。この年彼は多くのシングルをリリースしたほか、他のアーティストの楽曲にもフィーチャリングされた。エドはThe Beat Fleetと共同のツアーを大成功のうちにおさめ、2003年の最後をヒット曲「Prikaze」（スペクトル）で締めくくった。
その直後の2004年4月、エド・マーイカは新アルバム『No Sikiriki』を発表した。エドはLexsauriniと共にチケット予約会社を設立した。エドは2004年の末までツアーを続け、このアルバム『No Sikiriki』のプロモーションを行った。エドは2005年にもコンサートを続けながら、次のアルバムのための曲を製作していた。
通算3枚目のソロ・アルバムとなる『Stig'o Ćumur』（石炭が届いた）の収録曲の録音は2005年の8月から始められた。このアルバムからの最初のシングル「To mora da je ljubav」（これは愛に違いない）はクロアチアのヒップホップ・ユニットElementalのRemiをフィーチャリングし、プロモーション・クリップをサラエヴォで撮影した。彼の通算3枚目のアルバム、『Stig'o Ćumur』は翌2006年の3月にリリースされた。
エド・マーイカの次のアルバムは2008年の3月にリリースされた。発表前に数回にわたって変更されていたアルバムのタイトルは、『Balkansko a naše』となった。収録曲のほとんどはクロアチアのプロデューサ、Kooladeのプロデュースによるものである。

## 人気
エド・マーイカが最も人気を得ているのは彼の祖国ボスニア・ヘルツェゴビナであるが、クロアチアやセルビア、その他の旧ユーゴスラビア諸国にも多くのファンを抱えている。また、これらの旧ユーゴスラビア諸国出身者（ディアスポラ）の間でも人気が高い。エド・マーイカはボスニア・ヘルツェゴビナ、そしてバルカン半島諸国でのヒップホップ・シーンを大きく拡大し、バルカン全体においても大変人気の高いラッパーとなっている。
エドは今でもOdbranaおよびDisciplinska Komisijaのメンバーである。また彼は頻繁に故郷のブルチコに戻っている。

## その他
スルジャン・ヴレティッチ（Srđan Vuletić）監督の映画「リェト・ウ・ズラトノイ・ドリニ」（Ljeto u Zlatnoj Dolini、黄金の谷の夏）のサウンドトラックにも、エド・マーイカは関わっている。このサウンドトラックは2003年に、『Edo Maajka & Raja - Zlatna Dolina』として発売された。エド・マーイカはインタビューに答えて、他の映画のサウンドトラックの製作も行うつもりだと語っているが、それ以上は言及していない。
2003年、ダヴォル・コニクシッチ（Davor Konjikušić）とミショ・バボヴィッチ（Mišo Babović）はエド・マーイカに関するドキュメンタリー映像を製作。題名は『Trajno Nastanjeni Stranac』（en）で、ザグレブ映画フェスティバル（en）で公開された。
2007年、エド・マーイカはモンテネグロのバンド、ブック・オブ・クニゲ（The Books of Knjige）と共演して『Ja suludan neću biti』（クレイジーにはならない）を録音した。これは、モンテネグロ政府による反麻薬キャンペーンの宣伝のための楽曲である。
クロアチアのテレビ局はエド・マーイカに関するドキュメンタリ映像『Edo Maajka - Sevdah o Rodama』（en）を製作した。映像は2007年7月27日、モトヴン映画フェスティバル（en）で公開され、同年10月28日にクロアチアのテレビ・ラジオ局、クロアチア・ラジオテレビジョン（Hrvatska radiotelevizija、en）で放送された。

## テーマ
エド・マーイカはよく政治問題や、一連のユーゴスラビア紛争についてラップの歌詞の中で言及する。それらは主にボシュニャク人の立場に立ったものであるが、単にそれにとどまらずボスニア・ヘルツェゴビナの主要3民族（ボシュニャク人、クロアチア人、セルビア人）についてのものもある。たとえば、楽曲「On je mlađi」ではクロアチア紛争を戦った退役兵で、セルビア人の女性と結婚した人物について語っている。エド・マーイカの歌詞は政治のことのみに留まらず、若者の悩みを歌った「Saletova Osveta」や、ポップ・ミュージックの立場に関する「Kliše」などさまざまな話題に及ぶ。

## セヴェリナとの確執
エド・マーイカは、クロアチアの女性歌手セヴェリナ・ヴチュコヴィッチとの間に確執を抱えている。2004年の彼のアルバム『No Sikiriki』の収録曲「No Sikiriki」では、エドは「svi znamo repat, svako može Severinu jebat」（みんなどうやってラップするのか知っているし、誰だってセヴェリナをかき回せるんだぜ）と歌っている。この曲では暗にセヴェリナを音楽業界の気取り屋で、虚構の性遍歴を自慢しているのだとしている（セヴェリナはクロアチアきっての人気歌手で、彼女に関する根拠のあいまいな性的な噂は1990年代から後を絶たなかった）。しかし後の、同じ2004年の末にセヴェリナは実際のセックス・スキャンダルに巻き込まれてしまった。セヴェリナは、エド・マーイカのこの曲を彼女に対する侮辱として受け取り、彼女のアルバム『Severgreen』の収録曲の中でこれに応えている。曲の題名は「Hrvatica」（クロアチアの女）で、この曲の中でセヴェリナは「hrvatski reperi dignite hajku, [...] djeca vam slušaju krivu majku」（クロアチアのラッパーたちよ、立ち向かいなさい。あんたたちの子どもは、偽の『母』の声を聞いているのよ。）と歌った（これはエド・マーイカの名前やその初アルバムのタイトルに引っ掛けたものである）。エド・マーイカは、セヴェリナのこの歌詞を自分に対する個人攻撃として受け取り、インタビューの中で「セヴェリナがこんなことを言うのは、クロアチア人である彼女よりもボスニア人のオレのほうがクロアチアで人気があるからだ。」と述べている。
この確執を示唆し、エド・マーカイの3枚目のアルバム『Stig'o Ćumur』の最後の曲の題名が「Severina」（セヴェリナ）というものになっている。しかし、この曲の冒頭でエドは、「Većina ljudi što su za ovaj CD dali love, ne bi čuli ovu stvar da se ona ovako ne zove. Žalosna je okolnost čime privlacim pozornost, ali ovo morate čuti smjesta pa mi nisu bitna sredstva」（このCDを買った奴のほとんどは、こんな曲名にでもしなきゃちゃんと歌詞を聞かないだろうからな。こんな方法をとらなきゃちゃんと聞いてくれないってのは悲しい話だけど、こうすれば中身がどうであれお前ら絶対ちゃんと聞くだろうからな。）と述べている。コーラスは「Severina, Severina da ne mislite da ste prevareni, ova pjesma je u biti o meni. Severina, Severina da nemislite da ste prevareni ova pjesma je u biti o tebi i o meni.」（セヴェリナよセヴェリナ、あんた騙されてないかい？ この曲はオレのことについてなんだよ。セヴェリナよセヴェリナ、あんた騙されてないかい？ この曲はまさにオレとあんたのことについてなんだよ。）という歌詞であり、曲の内容はバルカン半島の問題に関してのものであった。エド・マーイカは以前のアルバム『No Sikiriki』の収録曲で、ビデオも製作された「Mater Vam Jebem」でもバルカン問題に関して言及しているが、人々はその曲の内容についてあまり関心を払わなかった。そのため、エドはこの曲のタイトルを「セヴェリナ」とすることで、彼が言いたかったバルカン問題に関する主張に関心を向けさせたかったのだ。

## 人物
エド・マーイカはザグレブで2006年に「No Sikiriki」という名前のバーを開店した。
彼は2007年、妻から別居された。妻は「エドはあまりに長い時間をバーの仕事とスタジオでの仕事に費やしすぎている」と述べた。その後も妻との間の交流は保っている。

## 受賞
- Davorin:
  - New sound - Edo Maajka （2003年）
  - Video of the years - Edo Maajka "Znaš me" （2003年）
  - Best song together - Edo Maajka and Frenkie "Hajmo Rušit"（2006年）
  - Album of the year - "Slušaj Mater"（2003年）
  - International work - Edo Maajka and Hladno pivo - "Teško je ful biti kul"
  - Urban album - "Slušaj Mater"（2003年）, "No Sikiriki" （2005年）, "Stig'o cumur" （2007年）
  - Song of the year (in all categories) "No Sikiriki" （2005年）, "Bomba" （2007年）
  - Urban song of the year "No Sikiriki" （2005年）
  - Urban artist "Edo Maajka" （2003年）（2005年）

- Porin:
  - Best work together - Edo Maajka and Hladno Pivo - "Teško je ful biti kul"
  - Best urban album "No Sikiriki" （2005年）
  - Best video spot "Pržiiiii" （2005年）
  - New artist "Edo Maajka" （2003年）

- Zlatna Koogla:
  - Album of the year Edo Maajka "Stig`o ćumur" （2007年）
  - Artist of the year "Edo Maajka" （2005年）（2007年）
  - Best video spot "Edo Maajka - Pržiiiii" （2005年）
  - Concerts held during the year "Edo Maajka" （2007年）
  - Design and imaging of the album "Edo Maajka - Stig'o Cumur" （2007年）
  - Best web site "www.edomaajka.com"（2005年）
  - People's choice （2007年）
  - Zlatni DOP （Golden DOP） of the year - Artist accepting of the criticism "Edo Maajka" （2005年）（2007年）

- Crni Mačak:
  - Artist of the year "Edo Maajka" （2003年）
  - Best song "Znaš me" （2003年）

## ディスコグラフィー

### スタジオ・アルバム
- 2002年 - Slušaj Mater
- 2004年 - No Sikiriki
- 2006年 - Stig'o Ćumur
- 2008年 - Balkansko a Naše

### サウンド・トラック
- 2003年 - Zlatna Dolina

### 映画
- Trajno Nastanjeni Stranac - ドキュメンタリ
- Edo Maajka - Sevdah o Rodama - ドキュメンタリ
- Brother Bear